# Santa Marina (El Barco de Valdeorras)
Santa Marina (llamada oficialmente Santa Mariña do Monte) es una parroquia y una aldea española del municipio de El Barco de Valdeorras, en la provincia de Orense, Galicia.

## Toponimia
La parroquia también es conocida por los nombres de Santa Marina (Santa Marina del Monte), Santa Marina del Monte y Santa Mariña (Santa Mariña do Monte).

## Organización territorial
La parroquia está formada por tres entidades de población:
- Ferbenza (Fervenza)
- Meiral (O Meiral)
- Santa Marina (Santa Mariña)

## Demografía

### Parroquia
| Gráfica de evolución demográfica de Santa Marina (parroquia) entre 2000 y 2022 |
|                                                                                |
| Datos según el nomenclátor publicado por el INE.                               |

### Aldea
| Gráfica de evolución demográfica de Santa Marina (aldea) entre 2000 y 2022 |
|                                                                            |
| Datos según el nomenclátor publicado por el INE.                           |